# 光稃野燕麦
光稃野燕麦（学名：Avena fatua var. glabrata）为禾本科燕麦属下的一个变种。

## 扩展阅读
- 維基物種上的相關：光稃野燕麦